# Planchonella costata
Pouteria costata là một loài thực vật có hoa trong họ Hồng xiêm. Loài này được (Endl.) Pierre miêu tả khoa học đầu tiên năm 1890.

## Hình ảnh

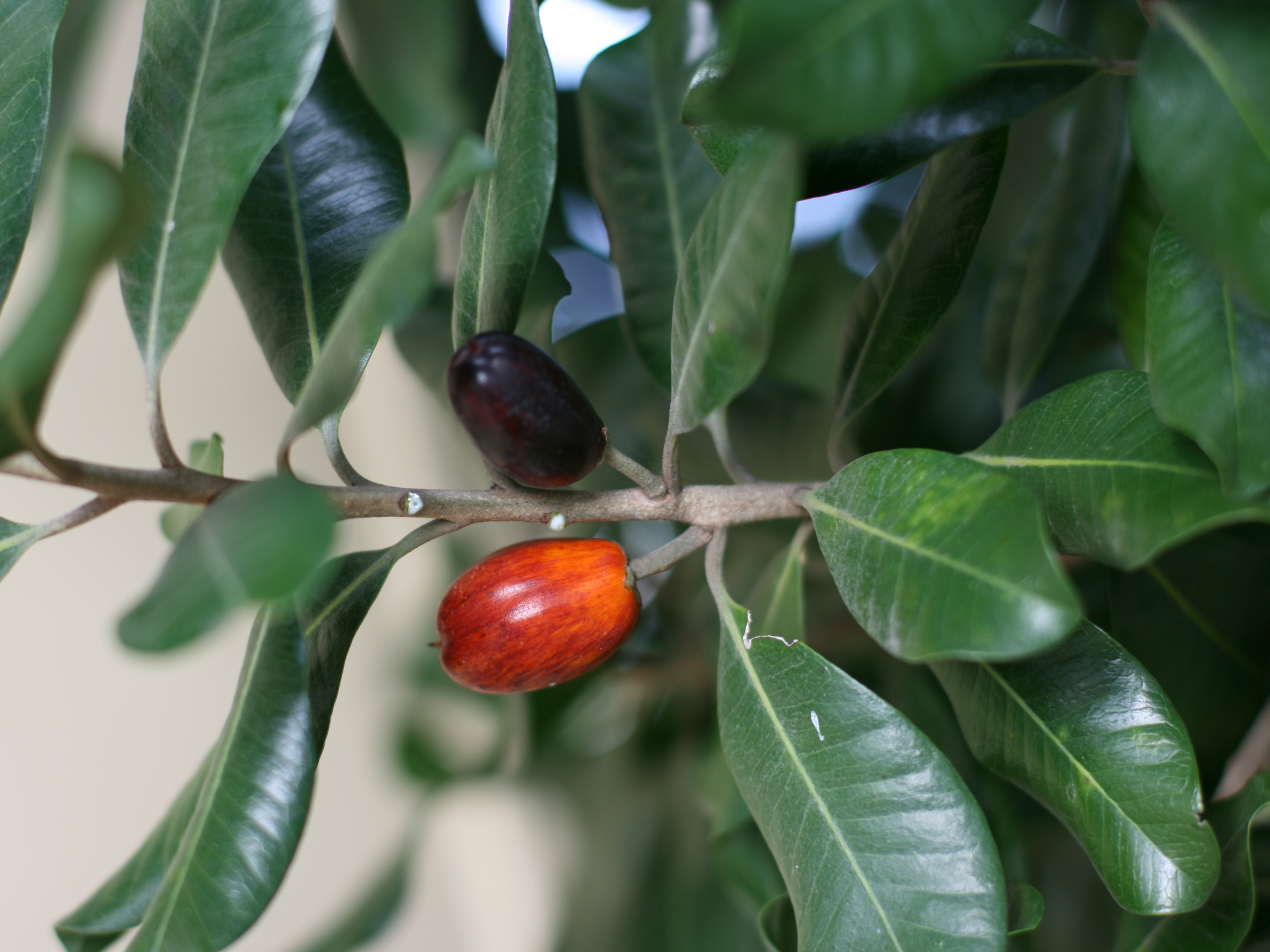
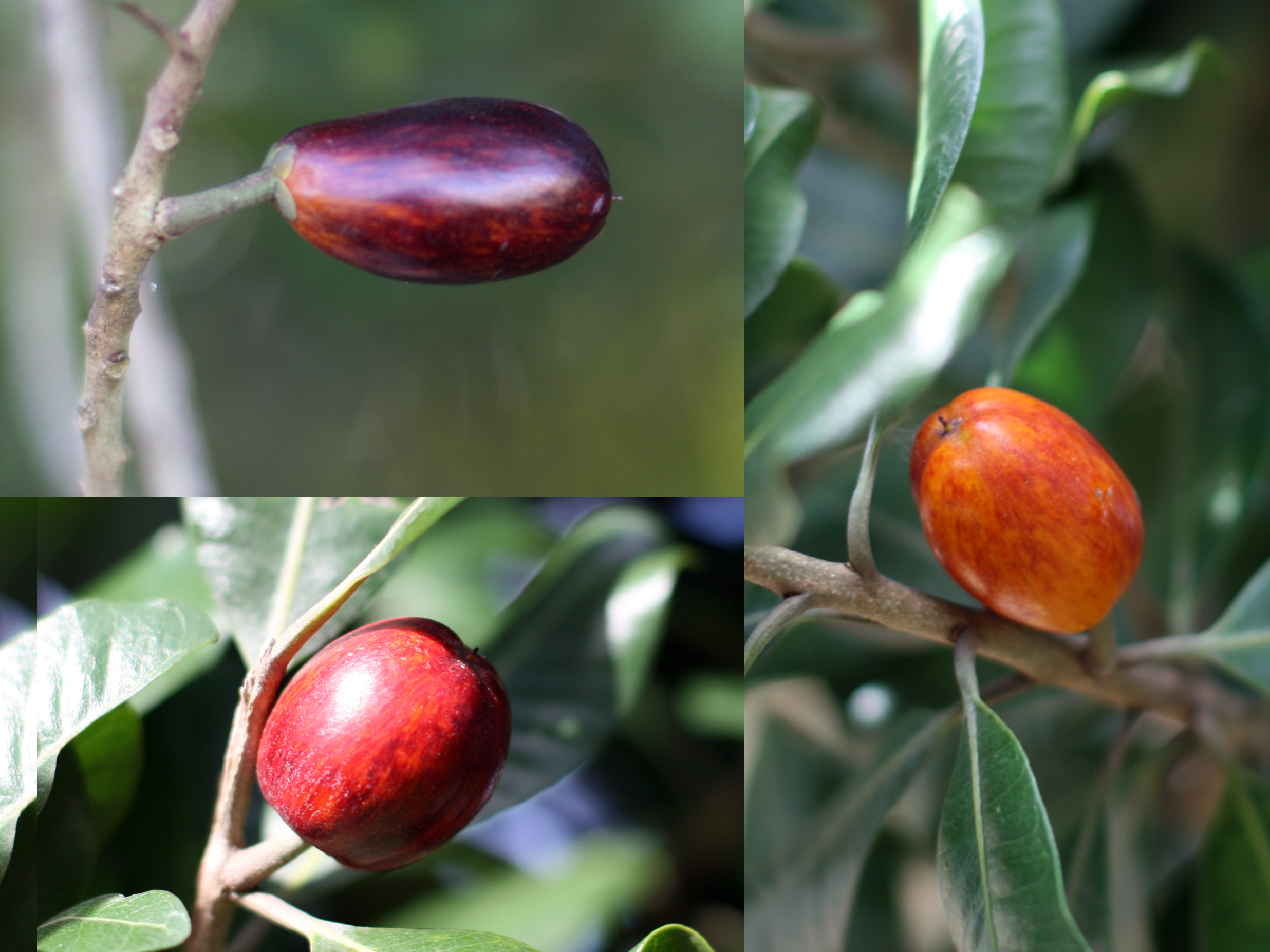